# Aérodrome de Guiglo
L'aéroport de Guiglo est un aéroport desservant Guiglo, en Côte d'Ivoire.